# Fissur
Fissur (av latin fissura ’skåra’, ’springa’)  är ett sår i form av en smal spricka.  Fissur på huden förekommer vanligen i kanterna på mynningarna av de inre håligheterna såsom analöppning och mun. De är i allmänhet ganska svårläkta och smärtsamma.
Fissurer kan även uppstå genom yttre våld.